# Územní prelatura Aiquile
Územní prelatura Aiquile je prelatura římskokatolické církve, nacházející se v Bolívii.

## Území
Prelatura zahrnuje bolivijské provincie Campero, Mizque, Carrasco a část Tiraque.
Prelaturním sídlem je město Aiquile, kde se nachází hlavní chrám katedrála San Pedro Virgen de la Candelaria.
Rozděluje se do 14 farností. K roku 2016 měla 344 269 věřících, 17 diecézních kněží, 4 řeholních kněží, 6 řeholníků a 62 řeholnic.

## Historie
Prelatura byla založena 11. prosince 1961 bulou Cum venerabilis Frater papeže Jana XXIII., a to z části území diecéze Cochabamba.
Původně byla sufragánní diecézí arcidiecéze Sucre a 30. července 1975 vstoupila do církevní provincie arcidiecéze Cochabamba.

## Seznam prelátů
- Jacinto Eccher, O.F.M. (1961–1986)
- Adalberto Arturo Rosat, O.F.M. (1986–2009)
- Jorge Herbas Balderrama, O.F.M. (od 2009)